# Велика Щелля
Велика Щелля (рос. Большая Щелья) — селище в Лешуконському районі Архангельської області Російської Федерації.
Населення становить 21 особу. Входить до складу муніципального утворення Олемське муніципальне утворення.

## Історія
Від 1937 року належить до Архангельської області.
Від 2004 року належить до муніципального утворення Олемське муніципальне утворення.

## Населення
| 2002 | 2010 | 2012 |
| ---- | ---- | ---- |
| 74   | ↘19  | ↗21  |